# Resultados do Carnaval de São Bernardo do Campo
Resultados do Carnaval de São Bernardo do Campo.

## 1999
| 1º | Camisa Vermelha e Branca               | [ 1 ] |
| 1º | Mocidade Independente de Padre Lustosa | [ 1 ] |
| 1º | União das Vilas                        | [ 1 ] |

## 2000
| Grupo I              | Grupo I                                | Grupo I     | Grupo I   | Grupo I |
| Colocação            | Escola                                 | Pontos      | *         | Ref.    |
| -------------------- | -------------------------------------- | ----------- | --------- | ------- |
| 1º                   | Mocidade Independente de Padre Lustosa | 96,5        | *         | [ 1 ]   |
| 2º                   | União das Vilas                        | 95          | *         | [ 1 ]   |
| 3º                   | Renascente São Bernardo                | 94          | *         | [ 1 ]   |
| 4º                   | Camisa Vermelha e Branca               | *           | *         | [ 1 ]   |
| Grupo II             |                                        |             |           |         |
| Colocação            | Escola                                 | Pontos      | Nota      | Ref.    |
| 1º                   | Acadêmicos do Tai                      | 96,5 pontos | Promovida | [ 1 ]   |
| 2º                   | Unidos do Jerusa                       | 95,5        |           | [ 1 ]   |
| Grupo de pleiteantes |                                        |             |           |         |
| Colocação            | Escola                                 | Pontos      | Nota      | Ref.    |
| 1º                   | Terceira Idade Brilha                  | 78          | Promovida | [ 1 ]   |
| 2º                   | Gaviões do Morro                       | 63,5        |           | [ 1 ]   |

## 2001
| 1º | Camisa Vermelha e Branca | [ 2 ] |

## 2002
| Grupo I              | Grupo I                    | Grupo I   | Grupo I   | Grupo I |
| Colocação            | Escola                     | Desempate | Nota      | Ref.    |
| -------------------- | -------------------------- | --------- | --------- | ------- |
| 1º                   | Camisa Vermelha e Branca   |           |           | [ 2 ]   |
| 2º                   | Acadêmicos do Taí          | Bateria   |           | [ 2 ]   |
| 3º                   | União das Vilas            |           |           | [ 2 ]   |
| *                    | Renascente de São Bernardo |           | Rebaixada | [ 2 ]   |
| Grupo II             |                            |           |           |         |
| Colocação            | Escola                     | Pontos    | Nota      | Ref.    |
| 1º                   | Terceira Idade Brilha      | 98,5      | Promovida | [ 2 ]   |
| *                    | Rosas Negras               | *         | Rebaixada | [ 2 ]   |
| Grupo de pleiteantes |                            |           |           |         |
| Colocação            | Escola                     | Pontos    | Nota      | Ref.    |
| 1º                   | Gaviões do Morro           | 96,5      | Promovida | [ 2 ]   |

## 2003
| Grupo I              | Grupo I                         | Grupo I | Grupo I   | Grupo I |
| Colocação            | Escola                          | Pontos  | Nota      | Ref.    |
| -------------------- | ------------------------------- | ------- | --------- | ------- |
| 1º                   | União das Vilas                 | 98      |           | [ 3 ]   |
| 2º                   | Mocidade Alegre                 | 97,5    |           | [ 3 ]   |
| *                    | Oásis                           | *       | Rebaixada | [ 3 ]   |
| Grupo II             |                                 |         |           |         |
| Colocação            | Escola                          | *       | Nota      | Ref.    |
| 1º                   | Estação Primeira de Baeta Neves | *       | Promovida | [ 3 ]   |
| 2º                   | Renascente de São Bernardo      | *       |           | [ 3 ]   |
| *                    | Unidos do Jerusa                | *       | Rebaixada | [ 3 ]   |
| Grupo de pleiteantes |                                 |         |           |         |
| Colocação            | Escola                          | *       | Nota      | Ref.    |
| 1º                   | Vivência do Samba               | *       | Promovida | [ 3 ]   |

## 2004
| Grupo I              | Grupo I                             | Grupo I | Grupo I   | Grupo I   | Grupo I |
| Colocação            | Escola                              | Pontos  | Desempate | Nota      | Ref.    |
| -------------------- | ----------------------------------- | ------- | --------- | --------- | ------- |
| 1º                   | Mocidade Alegre                     | 99,5    |           |           | [ 4 ]   |
| 2º                   | Camisa Vermelha e Branca            | 96      | Bateria   |           | [ 4 ]   |
| 3º                   | União das Vilas                     | 96      |           |           | [ 4 ]   |
| 4º                   | Terceira Idade Brilha               | *       |           |           | [ 4 ]   |
| 5º                   | Acadêmicos do Taí                   | *       |           |           | [ 4 ]   |
| 6º                   | Estação Primeira de Baeta Neves     | *       |           |           | [ 4 ]   |
| 7º                   | Mocidade Independente Padre Lustosa | *       |           | Rebaixada | [ 4 ]   |
| Grupo II             |                                     |         |           |           |         |
| Colocação            | Escola                              | Pontos  | Desempate | Nota      | Ref.    |
| 1º                   | Gaviões do Morro                    | *       | Harmonia  | Promovida | [ 4 ]   |
| 2º                   | Renascente de São Bernardo          | *       |           |           | [ 4 ]   |
| 3º                   | Vivência do Samba                   | *       |           |           | [ 4 ]   |
| 4º                   | Oásis                               | *       |           |           | [ 4 ]   |
| 5º                   | Acadêmicos de Vila Baeta Neves      | *       |           | Rebaixada | [ 4 ]   |
| Grupo de pleiteantes |                                     |         |           |           |         |
| Colocação            | Escola                              | Pontos  | *         | Nota      | Ref     |
| 1º                   | Tradição da Vila                    | *       | *         | Promovida | [ 4 ]   |

## 2005
| Grupo I              | Grupo I                        | Grupo I                         | Grupo I |
| Colocação            | Escola                         | Nota                            | Ref.    |
| -------------------- | ------------------------------ | ------------------------------- | ------- |
| 1º                   | Terceira Idade Brilha          |                                 | [ 5 ]   |
| 2º                   | Mocidade Alegre                |                                 | [ 5 ]   |
| *                    | Gaviões do Morro               | Rebaixada                       | [ 5 ]   |
| Grupo II             |                                |                                 |         |
| Colocação            | Escola                         | Nota                            | Ref.    |
| 1º                   | Renascente São Bernardo        | Promovida                       | [ 5 ]   |
| 2º                   | Tradição da Vila               | Promovida                       | [ 5 ]   |
| *                    | Oásis                          | Rebaixada                       | [ 5 ]   |
| Grupo de pleiteantes |                                |                                 |         |
| Colocação            | Escola                         | Nota                            | Ref.    |
| 1º                   | Rosas Negras                   | Promovida                       | [ 5 ]   |
| 2º                   | Acadêmicos de Vila Baeta Neves | Promovida                       | [ 5 ]   |
| *                    | Mocidade Unida do Taboão       | Fora dos desfiles por dois anos | [ 5 ]   |

## 2006
| Grupo I              | Grupo I                                | Grupo I   | Grupo I   | Grupo I |
| Colocação            | Escola                                 | Pontos    | Nota      | Ref.    |
| -------------------- | -------------------------------------- | --------- | --------- | ------- |
| 1º                   | Camisa Vermelha e Branca               | 96,5      |           | [ 6 ]   |
| 2º                   | Mocidade Alegre                        | 95,5      |           | [ 6 ]   |
| 3º                   | Renascente de São Bernardo             | 93        |           | [ 6 ]   |
| *                    | Tradição da Vila                       | *         | Rebaixada | [ 6 ]   |
| Grupo II             |                                        |           |           |         |
| Colocação            | Escola                                 | Desempate | Nota      | Ref.    |
| 1º                   | Vivência do Samba                      |           | Promovida | [ 6 ]   |
| 2º                   | Rosas Negra                            |           |           | [ 6 ]   |
| 3º                   | Mocidade Independente de Padre Lustosa | Bateria   |           | [ 6 ]   |
| 4º                   | Gaviões do Morro                       | Harmonia  |           | [ 6 ]   |
| 5º                   | Acadêmicos de Vila Baeta Neves         |           | Rebaixada | [ 6 ]   |
| Grupo de pleiteantes |                                        |           |           |         |
| Colocação            | Escola                                 | Pontos    | Nota      | Ref.    |
| 1º                   | Império do Jardim Lavínia              | *         | Promovida | [ 6 ]   |
| 2º                   | Acadêmicos de Vila Vivaldi             | *         |           | [ 6 ]   |

## 2007
| Grupo I              | Grupo I                    | Grupo I | Grupo I   | Grupo I   | Grupo I     |
| Colocação            | Escola                     | *       | *         | *         | Ref.        |
| -------------------- | -------------------------- | ------- | --------- | --------- | ----------- |
| 1º                   | Terceira Idade Brilha      | *       | *         | *         | [ 7 ] [ 8 ] |
| 2º                   | Mocidade Alegre            | *       | *         | *         | [ 8 ]       |
| 4º                   | Camisa Vermelha e Branca   | *       | *         | *         | [ 8 ]       |
| Grupo II             |                            |         |           |           |             |
| Colocação            | Escola                     | Pontos  | Desempate | Nota      | Ref.        |
| 1º                   | Rosas Negras               | 96,5    | Harmonia  | Promovida | [ 8 ]       |
| 2º                   | Tradição da Vila           | 96,5    |           | Promovida | [ 8 ]       |
| Grupo de pleiteantes |                            |         |           |           |             |
| Colocação            | Escola                     | *       | *         | Nota      | Ref.        |
| 1º                   | Acadêmicos de Vila Vivaldi | *       | *         | Promovida | [ 8 ]       |

## 2008
| Grupo I              | Grupo I                        | Grupo I | Grupo I   | Grupo I |
| Colocação            | Escola                         | Pontos  | Nota      | Ref.    |
| -------------------- | ------------------------------ | ------- | --------- | ------- |
| 1º                   | Mocidade Alegre                | 95,5    |           | [ 9 ]   |
| 2º                   | Terceira Idade Brilha          | 94      |           | [ 9 ]   |
| 3º                   | União das Vilas                | 90      |           | [ 9 ]   |
| *                    | Camisa Vermelha e Branca       | 68,5    | Rebaixada | [ 9 ]   |
| Grupo II             |                                |         |           |         |
| Colocação            | Escola                         | Pontos  | Nota      | Ref.    |
| 1º                   | Acadêmicos de Vila Vivaldi     | 94,5    | Promovida | [ 9 ]   |
| 2º                   | Tradição da Vila               | 93      | Promovida | [ 9 ]   |
| *                    | Vivência do Samba              | 88,5    | Rebaixada | [ 9 ]   |
| Grupo de pleiteantes |                                |         |           |         |
| Colocação            | Escola                         | Pontos  | Nota      | Ref.    |
| 1º                   | Império do Jardim Lavínia      | 86,5    | Promovida | [ 9 ]   |
| 2º                   | Acadêmicos de Vila Baeta Neves | 85,5    | Promovida | [ 9 ]   |
| *                    | Unidos da Paulicéia            | 61      |           | [ 9 ]   |

## 2009
| Grupo I              | Grupo I                   | Grupo I | Grupo I   | Grupo I |
| Colocação            | Escola                    | Pontos  | Nota      | Ref.    |
| -------------------- | ------------------------- | ------- | --------- | ------- |
| 1º                   | Mocidade Alegre           | *       |           | [ 10 ]  |
| 2º                   | Rosas Negras              | *       |           | [ 10 ]  |
| *                    | Tradição da Vila          | *       | Rebaixada | [ 10 ]  |
| Grupo II             |                           |         |           |         |
| Colocação            | Escola                    | Pontos  | Nota      | Ref.    |
| 1º                   | Unidos do Vila Rosa       | *       | Promovida | [ 10 ]  |
| 2º                   | Gaviões do Morro          | *       |           | [ 10 ]  |
| *                    | Império do Jardim Lavínia | *       | Rebaixada | [ 10 ]  |
| Grupo de pleiteantes |                           |         |           |         |
| Colocação            | Escola                    | Pontos  | Nota      | Ref.    |
| 1º                   | Unidos da Paulicéia       | 88      | Promovida | [ 10 ]  |

## 2010
| Grupo I              | Grupo I                    | Grupo I   | Grupo I |
| Colocação            | Escola                     | Nota      | Ref.    |
| -------------------- | -------------------------- | --------- | ------- |
| 1º                   | Mocidade Alegre            |           | [ 11 ]  |
| 2º                   | Acadêmicos da Vila Vivaldi |           | [ 11 ]  |
| *                    | Unidos da Vila Rosa        | Rebaixada | [ 11 ]  |
| Grupo II             |                            |           |         |
| Colocação            | Escola                     | Nota      | Ref.    |
| 1º                   | Gaviões do Morro           | Promovida | [ 11 ]  |
| *                    | Unidos da Paulicéia        | Rebaixada | [ 11 ]  |
| Grupo de pleiteantes |                            |           |         |
| Colocação            | Escola                     | Nota      | Ref.    |
| 1º                   | Fúria Negra                | Promovida | [ 11 ]  |

## 2011
| Grupo I   | Grupo I                        | Grupo I   | Grupo I   | Grupo I       |
| Colocação | Escola                         | Desempate | Nota      | Ref.          |
| --------- | ------------------------------ | --------- | --------- | ------------- |
| 1º        | Mocidade Alegre                | Harmonia  |           | [ 12 ] [ 13 ] |
| 2º        | União das Vilas                |           |           | [ 12 ] [ 13 ] |
| *         | Rosas Negras                   |           | Rebaixada | [ 12 ] [ 13 ] |
| Grupo II  |                                |           |           |               |
| Colocação | Escola                         | *         | Nota      | Ref.          |
| 1º        | Terceira Idade Brilha          | *         | Promovida | [ 12 ] [ 13 ] |
| 2º        | Unidos do Vila Rosa            | *         |           | [ 13 ]        |
| *         | Acadêmicos de Vila Baeta Neves | *         | Rebaixada | [ 13 ]        |

## 2012
| Grupo I              | Grupo I                    | Grupo I | Grupo I   | Grupo I              |
| Colocação            | Escola                     | Pontos  | Nota      | Ref.                 |
| -------------------- | -------------------------- | ------- | --------- | -------------------- |
| 1º                   | Mocidade Alegre            | 198,25  |           | [ 14 ] [ 15 ] [ 16 ] |
| 2º                   | Acadêmicos de Vila Vivaldi | 196,75  |           | [ 14 ] [ 15 ]        |
| 3º                   | Renascente de São Bernardo | *       |           | [ 16 ]               |
| 7º                   | União das Vilas            | *       |           | [ 14 ]               |
| 8º                   | Terceira Idade Brilha      | *       | Rebaixada | [ 14 ]               |
| Grupo II             |                            |         |           |                      |
| Colocação            | Escola                     | Pontos  | Nota      | Ref.                 |
| 1º                   | Unidos do Vila Rosa        | 196,75  | Promovida | [ 14 ] [ 15 ]        |
| 2º                   | Fúria Negra                | 195     |           | [ 15 ]               |
| 3º                   | Rosas Negras               | 193     | Rebaixada | [ 14 ] [ 15 ]        |
| Grupo de pleiteantes |                            |         |           |                      |
| Colocação            | Escola                     | Pontos  | Nota      | Ref.                 |
| 1º                   | Império de Vila Vivaldi    | *       | Promovida | [ 16 ]               |

## 2013
| Grupo I              | Grupo I                        | Grupo I | Grupo I   | Grupo I              |
| Colocação            | Escola                         | Pontos  | Nota      | Ref.                 |
| -------------------- | ------------------------------ | ------- | --------- | -------------------- |
| 1º                   | Mocidade Alegre                | 199,5   |           | [ 17 ] [ 18 ] [ 19 ] |
| 2º                   | União das Vilas                | 198     |           | [ 17 ]               |
| 3º                   | Renascente de São Bernardo     | 197,25  |           | [ 19 ]               |
| *                    | Camisa Vermelha e Branca       | *       | Rebaixada | [ 17 ]               |
| Grupo II             |                                |         |           |                      |
| Colocação            | Escola                         | *       | Nota      | Ref.                 |
| 1º                   | Império de Vila Vivaldi        | *       | Promovida | [ 17 ]               |
| 2º                   | Acadêmicos de Vila Baeta Neves | *       |           | [ 17 ]               |
| *                    | Terceira Idade Brilha          | *       | Rebaixada | [ 17 ]               |
| Grupo de pleiteantes |                                |         |           |                      |
| Colocação            | Escola                         | *       | Nota      | Ref.                 |
| 1º                   | Rosas Negras                   | *       | Promovida | [ 18 ]               |

## 2014
| Grupo I              | Grupo I                          | Grupo I | Grupo I                     | Grupo I |
| Colocação            | Escola                           | Pontos  | Nota                        | Ref.    |
| -------------------- | -------------------------------- | ------- | --------------------------- | ------- |
| 1º                   | União das Vilas                  | 199,25  |                             | [ 20 ]  |
| 2º                   | Acadêmicos da Vila Vivaldi       | 195,25  |                             | [ 20 ]  |
| 3º                   | Renascente de São Bernardo       | 193,75  |                             | [ 20 ]  |
| 4º                   | Império do Samba de Vila Vivaldi | 192     |                             | [ 20 ]  |
| 5º                   | Mocidade Alegre                  | 189,5   |                             | [ 20 ]  |
| 6º                   | Camisa Vermelha e Branca         | 180,5   |                             | [ 20 ]  |
| 7º                   | Estação Primeira de Baeta Neves  | 115,25  | Rebaixada                   | [ 20 ]  |
| *                    | Unidos da Vila Rosa              | *       | Rebaixada por não desfilar. | [ 20 ]  |
| Grupo II             |                                  |         |                             |         |
| Colocação            | Escola                           | Pontos  | Nota                        | Ref.    |
| 1º                   | Terceira Idade Brilha            | 192,5   | Promovida                   | [ 20 ]  |
| Grupo de pleiteantes |                                  |         |                             |         |
| Colocação            | Escola                           | Pontos  | Nota                        | Ref.    |
| 1º                   | Acadêmicos de Vila Baeta Neves   | 177     | Promovida                   | [ 20 ]  |

## 2015
| Grupo I   | Grupo I                          | Grupo I | Grupo I   | Grupo I       |
| Colocação | Escola                           | Pontos  | Nota      | Ref.          |
| --------- | -------------------------------- | ------- | --------- | ------------- |
| 1º        | União das Vilas                  | 98      |           | [ 21 ] [ 22 ] |
| 2º        | Acadêmicos da Vila Vivaldi       | 96      |           | [ 21 ] [ 22 ] |
| 3º        | Mocidade Alegre                  |         |           | [ 21 ] [ 22 ] |
| 4º        | Renascente de São Bernardo       |         |           | [ 22 ]        |
| 5º        | Camisa Vermelha e Branca         |         |           | [ 22 ]        |
| 6º        | Terceira Idade Brilha            |         |           | [ 22 ]        |
| 7º        | Império do Samba de Vila Vivaldi |         | Rebaixada | [ 21 ] [ 22 ] |
| Grupo II  |                                  |         |           |               |
| Colocação | Escola                           | Pontos  | Nota      | Ref.          |
| 1º        | Estação Primeira de Baeta Neves  | 94,5    | Promovida | [ 21 ] [ 23 ] |
| 2º        | Acadêmicos de Vila Baeta Neves   | 88,5    |           | [ 23 ]        |
| 3º        | Unidos da Vila Rosa              | 57      | Rebaixada | [ 23 ]        |

## 2016
| Grupo I          | Grupo I                          | Grupo I | Grupo I   | Grupo I |
| Colocação        | Escola                           | Pontos  | Nota      | Ref.    |
| ---------------- | -------------------------------- | ------- | --------- | ------- |
| 1º               | Renascente de São Bernardo       | 99,50   |           | [ 24 ]  |
| 2º               | União das Vilas                  | 99      |           | [ 24 ]  |
| 3º               | Mocidade Alegre de São Leopoldo  | 98,75   |           | [ 24 ]  |
| 4º               | Acadêmicos da Vila Vivaldi       | 97,5    |           | [ 25 ]  |
| 5º               | Terceira Idade Brilha            | 96      |           | [ 25 ]  |
| Grupo II         |                                  |         |           |         |
| Colocação        | Escola                           | Pontos  | Nota      | Ref.    |
| 1º               | Império do Samba de Vila Vivaldi | 97,75   | Promovida | [ 24 ]  |
| Grupo Pleiteante |                                  |         |           |         |
| Colocação        | Escola                           | Pontos  | Nota      | Ref.    |
| 1º               | Estrela Maior                    | 95,15   | Promovida | [ 24 ]  |